# 19813 Еріксандс
19813 Еріксандс (19813 Ericsands) — астероїд головного поясу, відкритий 24 вересня 2000 року.
Тіссеранів параметр щодо Юпітера — 3,540.